# Tautenwind
Tautenwind ist ein Gemeindeteil der Stadt Heideck im Landkreis Roth (Mittelfranken, Bayern). Tautenwind liegt in der Gemarkung Liebenstadt.

## Lage
Das Dorf liegt südöstlich von Röttenbach und nordwestlich von Heideck. Eine Ortsverbindungsstraße führt von Altenheideck her; sie führt weiter über Waldhaus nach Seiboldsmühle. Außerdem zweigt südlich von Laffenau von der Kreisstraße RH 34 eine Straße nach Tautenwind ab. Die Dorfflur umfasst 148 Hektar.

## Geschichte
1248 ist Tautenwind erstmals urkundlich erwähnt: Der Dompropst von Eichstätt als Patronatsherr der Kirche von Laibstadt, die domkapitelscher Besitz war, belehnte den Eichstätter Ministerialen Cunradus dictus de Owe (= Konrad von Au) mit dem Zehent von Tautenwinden. Nach der Ausgliederung von Liebenstadt aus der Urpfarrei Laibstadt (vor 1458) gehörte Tautenwind zur Pfarrei Liebenstadt.
Nach dem Landshuter Erbfolgekrieg gelangte Tautenwind mit Heideck 1505 zum neu errichteten Fürstentum Pfalz-Neuburg. Als das pfalz-neuburgische Pflegamt Heideck und damit auch Tautenwind mit seinen 13 Anwesen 1542 vom verschuldeten Pfalzgraf Ottheinrich an die Burggrafen von Nürnberg verpfändet wurde, führte Nürnberg noch im gleichen Jahr die Reformation ein. 1585 wurde das Amt Heideck von Pfalz-Neuburg wieder eingelöst. Die Wiedereinführung der katholischen Religionsausübung erfolgte allerdings erst mit der Rekatholisierung von Neuburg-Pfalz unter dem zur alten Kirche zurückgekehrten Pfalzgraf Wolfgang Wilhelm ab dem Jahr 1627 durch Jesuiten, die in Heideck stationiert waren.
Am Ende des Alten Reiches, um 1800, gab es in Tautenwind 13 Anwesen mit Untertanen des pfalz-neuburgischen Landrichteramtes Heideck als Grundherrschaft. Hoch- und niedergerichtlich unterstand das Dorf dem pfalz-neuburgischen Pflegamt Heideck.
Im Königreich Bayern (1806) bildete Tautenwind mit Altenheideck, Liebenstadt, Haag und Rambach die Ruralgemeinde Liebenstadt des gleichnamigen Steuerdistrikts im Gerichtsbezirk und Rentamt (später Bezirksamt und Amtsgericht) Hilpoltstein.
Die Zahl der Anwesen in Tautenwind war lange Zeit nahezu unverändert. 1820 waren es 14, 1837 17, 1903 16 und 1950 15 Anwesen. 1875 gab es im Dorf 28 Gebäude und 62 Stück Rindvieh.
Mit der Gebietsreform in Bayern wurde die Gemeinde Liebenstadt aufgelöst, und Tautenwind wurde zum 1. Januar 1972 Gemeindeteil von Heideck.

### Einwohnerentwicklung
- 1818: 75 (14 „Feuerstellen“, 15 Familien)[13]
- 1837: 83 (17 Anwesen)[14]
- 1871: 71[15]
- 1900: 81 (16 Wohngebäude)[16]
- 1937: 86[17]
- 1950: 89[18]
- 1961: 92 (15 Wohngebäude)[19]
- 1970: 88[20]
- 1987: 91 (20 Gebäude mit Wohnraum; 26 Wohnungen)[21]
- 2020: 105

## Katholische Kapelle St. Maria
Die Ortskapelle St. Maria wurde 1869 durch Peter Schneck erbaut und 1875 benediziert; das Bistum Eichstätt erteilte eine Messlizenz für sechs Messen im Jahr. Der Altar von 1762 stammt aus der Schlosskapelle von Kreuth. 1896 wurde die Glocke benediziert.

## Baudenkmäler
Außer der Ortskapelle gelten als Baudenkmäler Haus Nr. 1, ein erdgeschossiges ehemaliges Wohnstallhaus aus Sandstein mit Fachwerkgiebel, bezeichnet 1728, Haus Nr. 2, ein erdgeschossiges Bauernhaus mit Satteldach und Fachwerkgiebel, bezeichnet 1802, und Haus Nr. 6 mit Fachwerkscheune aus dem 18. Jahrhundert.

## Vereine
- Sportfreunde Altenheideck-Tautenwind e. V.

## Sonstiges
Im Wald nördlich von Tautenwind existierte im Forst Laffenau bis Ende 1997 das Munitionsdepot des Kampfhubschrauberregiment 26 der Bundeswehr. Gelagert wurden dort u. a. HOT Lenkmunition für Hubschrauber. Das Areal besteht unbewirtschaftet weiterhin und umfasst 10 Hallen, 32 erdüberdeckte Lagerbunker, Wirtschaftsgebäude, eine 1000 Meter Notlandebahn und einen 1,3 Hektar großen Platz zum Aufmunitionieren von Eurocopter Tiger Kampfhubschraubern. Lange Jahre hielt sich seit der Zeit der Desinformation des Kalten Krieges das Gerücht, dass dort Pershing Mittelstreckenraketen stationiert gewesen seien sollen. Diese hätten jedoch mechanisch gar nicht in die Bunker gepasst.